# ریریو
ریریو (به فرانسوی: Reyrieux) یک کمون در فرانسه است که در canton of Reyrieux واقع شده‌است.

## خصوصیات
ریریو ۱۵٫۶۹ کیلومترمربع مساحت و ۴٬۰۲۸ نفر جمعیت دارد و ۱۹۸ متر بالاتر از سطح دریا واقع شده‌است.